# 忍者神龟 (1990年电影)
是一部1990年的美國超級英雄電影，也是第一部原著的改编电影。

## 演員
- 茱蒂絲·豪格（英语：Judith Hoag）飾演 艾波·歐尼爾（英语：April O'Neil）
- 艾理斯・寇迪（英语：Elias Koteas）飾演 凱西·瓊斯（英语：Casey Jones (Teenage Mutant Ninja Turtles)）

## 評價
爛番茄根據55條評論，本片得到新鮮度42%，均分5.1／10，觀眾的好評度81%，均分4／5。本片在Metacritic上根據21條評論而獲得51分。

## 外部連結
- 開眼電影網上《忍者龜》的資料（繁體中文）
- 豆瓣电影上《忍者神龟》的資料 （简体中文）
- 时光网上《忍者神龟》的資料（简体中文）
- Metacritic上《忍者神龟》的資料（英文）
- AllMovie上的资料（英文）
- 爛番茄上的資料（英文）
- Box Office Mojo上的資料（英文）
- TCM电影资料库上的资料（英文）
- 互联网电影数据库（IMDb）上的资料（英文）